# 大津綾也
大津 綾也（おおつ りょうや、2003年5月28日 - ）は、北海道久遠郡せたな町出身のプロ野球選手（捕手・育成選手）。右投右打。読売ジャイアンツ所属。

## 経歴

### プロ入り前
せたな町立北檜山小学校1年の時に北檜山ラウドネスで野球を始め、6年時には松浦慶斗らとともに北海道日本ハムファイターズジュニアのメンバーに選出されている。せたな町立北檜山中学校時代は軟式野球部でプレー。
北海高等学校では1年春から遊撃手としてベンチ入りし、1年秋から捕手に転向。2年夏から正捕手。3年春には第93回選抜高等学校野球大会に出場。1回戦の神戸国際大附戦はエース木村大成をリードし8回まで2-1と勝ち越していたが、9回裏に自らの捕逸でピンチを招いて追いつかれ、延長10回にサヨナラ負けを喫した。3年夏は4年ぶりに南北海道大会を勝ち抜き、第103回全国高等学校野球選手権大会に春夏連続出場。1回戦で神戸国際大附と再戦したが、またも1点差で惜敗した。
2021年10月11日に行われたプロ野球ドラフト会議において、読売ジャイアンツから育成選手ドラフト10巡目で指名を受け、11月19日に支度金290万円、年俸360万円（金額は推定）で仮契約を結んだ。背番号は010。せたな町出身者初のプロ野球選手となる。

### 巨人時代
2022年は、イースタン・リーグの試合には6試合に出場し打率は.125だった。
2023年も主に3軍戦での出場となったが、シーズン終了後は台湾で行われたアジアウィンターリーグに萩尾匡也、鈴木大和とともに「NPBホワイト」の一員として派遣され、捕手・遊撃手・二塁手を兼任。打率.306、出塁率はチーム内1位となる.409を記録した。オフの契約更改では10万円増の推定年俸380万円でサインした。
2024年は二軍出場はなかった。オフに実施されたみやざきフェニックス・リーグには、育成ではマレク・フルプとともに参加した。

## 選手としての特徴・人物
強肩を活かした送球と素早いフットワークが最大の持ち味。二塁送球の最速は1.81秒。
捕手登録ではあるが、巨人入団後は捕手だけでなく内野(主に転向前に守っていた遊撃)も守っている。

## 詳細情報

### 背番号
- 010（2022年[10] - ）